# Cartoon Network (Asia)
Cartoon Network è un canale televisivo panasiatico che trasmette principalmente serie animate. Gestito dalla Warner Bros. Discovery International, il canale viene trasmesso dalle sue sedi centrali di Singapore e Giacarta, al pubblico del suo paese di origine, nonché a Hong Kong e in diverse aree del continente asiatico. Il canale è stato lanciato il 6 ottobre 1994.

## Storia

### Anni '90
Nel gennaio 1994, fu annunciato che TNT e Cartoon Network sarebbero stati lanciati in Asia entro la fine dell'anno come canali sul servizio satellitare Apstar 2. Prima del lancio, erano già state pianificate tracce audio in thailandese e mandarino.
Il 6 ottobre 1994, Turner Broadcasting System lanciò Cartoon Network sia su Apstar 1 che su Palapa-B2P. La programmazione comprendeva una durata di 14 ore, tra le 6:00 e le 20:00, mentre Turner Classic Movies (ex TNT) prendeva il resto della programmazione.
All'epoca, Cartoon Network era originariamente un canale televisivo via cavo e satellitare 24 ore su 24 dedicato a cartoni animati e film classici chiamato TNT & Cartoon Network e il servizio aveva solo 4 tracce audio diverse, tra cui inglese, mandarino, persiano e giapponese. Originariamente dedicato ai cartoni animati classici di studi come Warner Bros., MGM e Hanna-Barbera, Cartoon Network si è poi espanso per includere programmi più contemporanei oltre alle sue produzioni originali a partire dal 1997. Entro la notte di Capodanno del 1995, sia Turner Classic Movies che Cartoon Network erano trasmessi in 20 paesi e territori pan-asiatici via satellite.
Nel corso degli anni '90, Cartoon Network lanciò un feed separato del suo servizio, attivo 24 ore su 24, sul satellite PAS-2 insieme a TNT.
Il 4 gennaio 1999, Cartoon Network iniziò a offrire versioni doppiate in hindi dei suoi programmi oltre a quelle in inglese, mandarino, cantonese, thailandese, coreano, giapponese, filippino e malese, con doppiaggi di programmi come Scooby-Doo! Dove sei tu?, Gli antenati, I pronipoti, La famiglia Addams e altri programmi selezionati. 
Il 22 agosto 1999, Cartoon Network cambiò grafica, introducendo nuovi bumper e nuove produzioni originali.

### Anni 2000
Nel 2000 furono introdotte altre serie non originali. Inoltre, nei primi anni 2000, Cartoon Network iniziò a trasmettere diverse altre produzioni originali.
Nel 2001 è stato introdotto un blocco di programmazione chiamato Cartoon Cartoons. Cartoon Network ha introdotto anche altri blocchi di programmazione, tra cui Toonami, Acme Hour, Prime Time, Boomerang (diventato poi un canale TV) e Cartoon Network Night Shift.
Il 1° luglio 2001, Cartoon Network è diventato ufficialmente un canale separato, attivo 24 ore su 24, insieme ai suoi feed specifici per India, Filippine, Taiwan, Australia e Nuova Zelanda e TCM.
Nel 2003 e nel 2004 furono aggiunti altri blocchi. All'inizio del 2005, molti dei vecchi cartoni animati furono trasferiti sul nuovo canale Boomerang. Fino a metà del 2004, Cartoon Network era stato, a pari merito con Disney Channel, il canale per famiglie più popolare nel continente asiatico. La rimozione dalla rete della vecchia programmazione Hanna-Barbera portò ad un calo degli ascolti medi nel corso del 2005, poiché gli appassionati dei vecchi cartoni animati si trasferirono sul nuovo canale gemello Boomerang.
Il blocco Cartoon Cartoons terminò nel 2006. Il 31 agosto 2008, i bumper e gli spot furono aggiornati.

### Anni 2010
Il 1° ottobre 2011, durante la première de Lo straordinario mondo di Gumball, il canale ha presentato un nuovo marchio e un nuovo logo, uniformandosi quindi alle versioni internazionali. Lo stesso giorno venne lanciato il nuovo slogan It's a funny thing e vennero aggiunti nuovi programmi (come Oggy e i maledetti scarafaggi). Nel 2012, Cartoon Network ha iniziato a trasmettere quasi tutti i programmi (tranne Leone il cane fifone e diversi programmi degli anni '90/2000) in formato HDTV 1080i.

### Anni 2020
L'8 gennaio 2022, lo slogan è diventato Redraw Your World.

## Fruibilità

### Cina
In Cina, Cartoon Network è disponibile sul satellite dal 6 ottobre 1994. Trasmette da Singapore in cinese mandarino e cantonese. Cartoon Network è diventato il canale per bambini di proprietà straniera più seguito nella Cina continentale. È stato anche disponibile su vari sistemi CATV in tutta la Cina continentale dal lancio del canale il 6 ottobre 1994 fino al gennaio 2000, quando è stato vietato per violazione delle "regole cinesi pertinenti". I funzionari di Turner Broadcasting System non avevano ricevuto informazioni ufficiali al momento della decisione. Solo pochi mesi prima, il governo cinese aveva bloccato la ritrasmissione di programmi preacolari e un analista ha affermato che il divieto di Cartoon Network era per favorire la produzione locale. Nonostante il divieto, Cartoon Network è ancora disponibile su vari sistemi CATV, tra cui Pechino, Shanghai, Guangzhou e Shenzhen.

### Hong Kong
Ad Hong Kong, Cartoon Network è disponibile sul servizio streaming Now TV. È trasmesso in inglese, cinese mandarino e cantonese.

### Taiwan

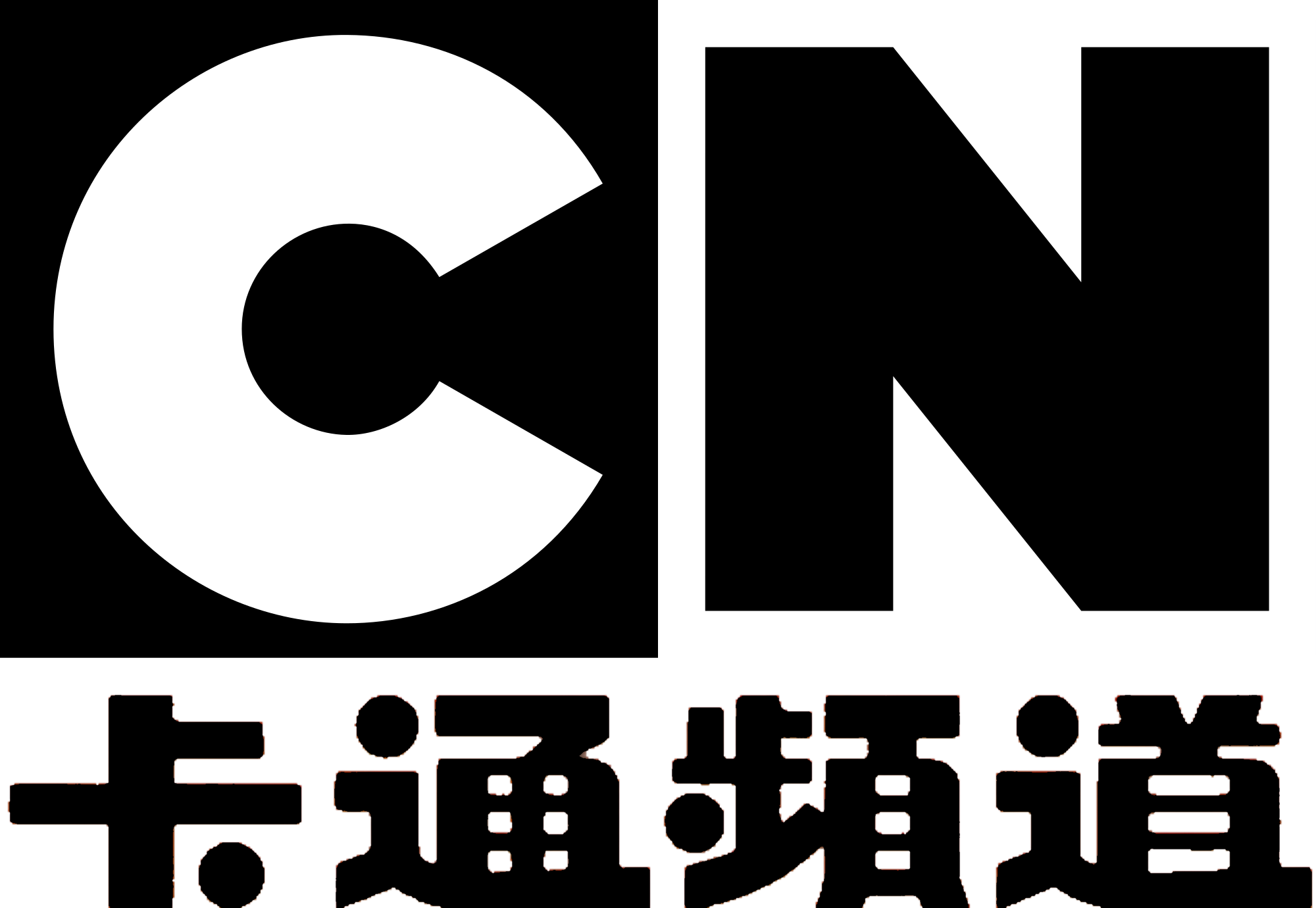
Logo del canale in Taiwan

Cartoon Network è disponibile in Taiwan via cavo e via satellite dal 1° gennaio 1995. Viene trasmesso sia in tamil che in inglese. Le uniche differenze dalla versione diffusa nel resto dell'Asia sono le pubblicità, diverse tra un feed e l'altro.

### Corea del Sud
Nel gennaio 2003, Cartoon Network fu lanciato in Corea del Sud dopo l'interruzione di un blocco Cartoon Network su Tooniverse, ma solo in inglese, poiché le leggi coreane dell'epoca stabilivano che ai canali operanti al di fuori della Corea del Sud era vietato trasmettere tracce audio o sottotitoli coreani all'interno del territorio sudcoreano. Nel 2006, JoongAng Ilbo e Turner costituirono una joint venture per lanciare una versione coreana separata di Cartoon Network, che fu lanciata nel novembre dello stesso anno.

### Giappone
Nel 1995, Cartoon Network è stato lanciato su vari sistemi CATV in tutto il Giappone insieme a TNT, Star TV ed altri canali TV satellitari di proprietà straniera.
Il 1° settembre 1997, Cartoon Network lanciò un feed dedicato specificamente al Giappone, chiamato Cartoon Network Japan. Trasmettendo da Tokyo sia in giapponese che in inglese, Cartoon Network Japan divenne il canale per bambini di proprietà straniera più visto in Giappone.

### Thailandia
In Thailandia, Cartoon Network è disponibile come parte dei servizi via cavo e satellitari TrueVisions; TrueVisions include Cartoon Network panasiatico nei suoi pacchetti Gold e Platinum.
Il 6 ottobre 1994, TNT & Cartoon Network fu lanciato su vari sistemi CATV in tutta la Thailandia.
A partire dal 2009, è stata introdotta una traccia audio in thailandese per promozioni e pubblicità, insieme a un sito web ufficiale in thailandese.
Dal febbraio 2018, Cartoon Network insieme a CNN International è disponibile su AIS Play.

### Indonesia
In Indonesia, Cartoon Network è disponibile nei pacchetti First Media Gold e Platinum, nel pacchetto Transvision Platinum e nel pacchetto aggiuntivo IndiKids su IndiHome. 

### Filippine
Cartoon Network ha un feed specifico per le Filippine dal 1995 ed è disponibile su cavo e satellite dal 6 ottobre 1994 in SD. È trasmesso in inglese. 

### Vietnam
In Vietnam, dove fu introdotto per la prima volta intorno al 1995, Cartoon Network era disponibile solo in inglese, ma nell'aprile 2014 è stato lanciato un feed localizzato. La programmazione è identica alla versione panasiatica, ma i promo sono interamente in vietnamita. Il feed vietnamita è disponibile su VTC Digital, SCTV ed altri. A partire da dicembre 2016, è stata introdotta una traccia audio vietnamita per promo e pubblicità. 

### Malesia e Brunei
La prima piattaforma malese a trasmettere Cartoon Network fu Mega TV nel 1995. Inizialmente, quando Cartoon Network fu lanciato sul servizio, il tempo era condiviso col canale Variety Channel. La seconda piattaforma che trasmise Cartoon Network in Malesia è stata Astro, sussidiaria di Measat Broadcasting Systems. Cartoon Network è stato lanciato su Astro nel 1996 in Malesia e nel 2000 in Brunei. Da aprile 2020 Cartoon Network trasmette in 1080i HDTV.
Il 1° agosto 2023, Cartoon Network è stato lanciato su Unifi TV.

### Singapore
Il 23 maggio 1995, la Singapore Cable Vision firmò un accordo con Turner per trasmettere i canali sul suo servizio televisivo via cavo, allora in fase di avviamento. Il canale fu reso disponibile il 23 giugno, quando il servizio fu lanciato.

### Sri Lanka
Cartoon Network era disponibile in Sri Lanka su Dialog, Peo TV e Freesat. Nel giugno 2019, il canale asiatico è stato sostituito da Cartoon Network (India).
Cartoon Network è stato anche il primo canale internazionale a raggiungere oltre 10 milioni di visualizzazioni totali nel paese.

### Maldive
Alle Maldive, Cartoon Network è disponibile su MediaNet dal 2005. Viene trasmesso in inglese.

## Blocchi

### Attualmente in onda

#### Redraw Your Summer
Inizialmente Best Summer Ever, Redraw Your Summer è un blocco a tema estivo che trasmette programmi di Cartoon Network e alcuni contenuti acquisiti da maggio a giugno.

#### Shriektober
Shriektober è un blocco a tema Halloween in cui vengono trasmessi i programmi di Cartoon Network e alcuni contenuti acquisiti.

#### So Much Christmas
So Much Christmas è un blocco a tema natalizio che trasmette programmi di Cartoon Network e alcuni contenuti acquisiti.

### Non più in onda

#### Cartoonito

Logo del blocco dal 2012 al 2015

Logo del blocco nel 2022

Lanciato originariamente come canale il 1° dicembre 2012 in Asia insieme al suo sito web localizzato, il blocco originale di Cartoonito è andato in onda dallo stesso giorno su Cartoon Network dalle 6 alle 8 del mattino, includendo programmi come Baby Looney Tunes e ABC Monsters. Esattamente come il canale, il blocco è terminato il 1° gennaio 2015. Il blocco è poi ritornato il 28 marzo 2022 per poi riterminare il 21 novembre dello stesso anno.

#### Boomerang

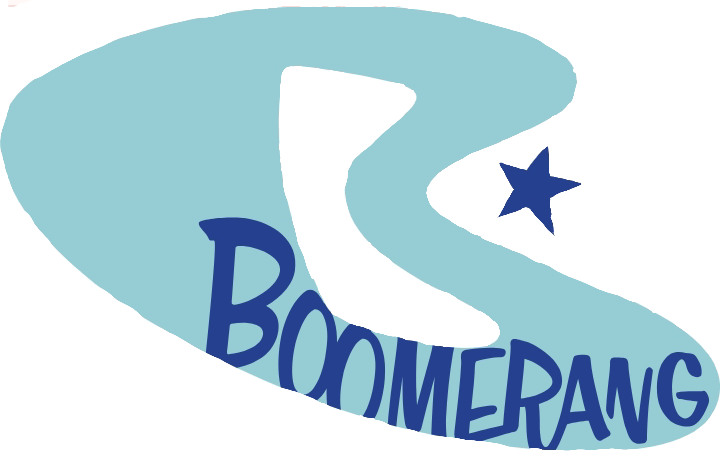
Logo del blocco dal 1994 al 2004

Boomerang è stato trasmesso come blocco di programmazione su Cartoon Network dal 6 ottobre 1994 al 14 marzo 2004. Un canale televisivo separato è stato reso disponibile in tutta l'Asia nel 2005.

#### Triple Jam
Triple Jam era un blocco di programmazione che trasmetteva tre show di Cartoon Network in fasce orarie di un'ora (similmente a quanto fanno i blocchi Triple Fun e Double Fun di Cartoon Network (Italia)), tra cui Teen Titans Go!, We Bare Bears - Siamo solo orsi e Lo straordinario mondo di Gumball. Il 2 settembre 2024, Triple Jam è tornato in onda ogni mattina dal lunedì al venerdì alle 10:00 (Singapore/Malesia) o alle 9:00 (Indonesia/Thailandia), con Mr. Bean al posto di Teen Titans Go!.

#### Tiny TV
Tiny TV è stato trasmesso per la prima volta sul canale nel giugno 2002. Trasmetteva cartoni animati pensati per i bambini piccoli, tra cui The Flintstone Kids, Baby Looney Tunes, Krypto il supercane, Tom & Jerry Kids e Il cucciolo Scooby-Doo.

#### Cartoon Network Mornings
Cartoon Network Mornings era un blocco di programmazione mattutina che trasmetteva programmi tra cui Mico e i FuFunghi, Alice & Lewis, Talking Tom and Friends, Grizzy e i lemming - Pelosi e dispettosi e Mr. Bean nei giorni feriali.

#### FRIYAY
FRIYAY era un blocco che andava in onda ogni venerdì. Trasmetteva serie come Lo straordinario mondo di Gumball, Craig, Teen Titans Go! e We Bare Bears - Siamo solo orsi.

#### Cartoon Network Popcorn
Inizialmente Cartoon Network Theatre, Cartoon Network Popcorn era un blocco di programmazione che trasmetteva film.

#### Cartoon Network Classic
Cartoon Network Classic era un blocco di programmazione che ha trasmesso serie classiche come Leone il cane fifone, Chowder - Scuola di cucina, Il laboratorio di Dexter e altre. Questo blocco si è concluso alla fine del 2020.

#### Laughternoons
Laughternoons era un blocco di programmazione che trasmetteva alcune serie animate di Cartoon Network.

#### Good Morning Scooby!
Good Morning Scooby! è stato un blocco di programmazione che ha trasmesso alcune serie del franchise Scooby-Doo, tra cui Le nuove avventure di Scooby-Doo. Il blocco si è concluso alla fine del 2011.

## Loghi

3 ottobre 1995 – 16 agosto 2005
16 agosto 2005 – 1° ottobre 2011
In uso dal 1° ottobre 2011